# Campionato francese di rugby a 15 1923-1924
Il Campionato francese di rugby a 15 1923-1924 fu vinto dallo Stade toulousain che superò l'Union sportive perpignanaise in finale.

## Formula
Parteciparono trenta squadre suddivise in sei gruppi di 5, con partite di sola andata.
Vennero assegnati 3 punti per la vittoria, 2 per il pareggio, 1 per la sconfitta e 0 per il forfait
Alla seconda fase furono ammesse le prime due di ogni girone e divise in 4 gruppi di tre, le vincenti dei due gironi furono ammesse alle semifinali in partita unica.

## Prima fase
(in grassetto le qualificate)
- Gruppo A
  - SO Avignon
  - AS Béziers
  - US Cognac
  - Stade Hendayais
  - Stade toulousain
- Gruppo B
  - Aviron bayonnais
  - RC Chalon-sur-Saône,
  - FC Grenoble
  - RC Narbonne
  - CA Périgueux
- Gruppo C
  - SC Albi 
  - Lézignan
  - Section paloise
  - Stade Poitiers
  - Racing CF
- Gruppo D
  - AS Bayonne
  - Stade bordelais
  - AS Carcassonne
  - FC Lourdes
  - Olympique Paris
- Gruppo E
  - CA Bègles
  - US Perpignan
  - AS Soustons
  - RC Toulon,
  - Toulouse OEC
- Gruppo F
  - SU Agen
  - Biarritz olympique
  - SA Bordeaux
  - Stade français
  - Stadoceste tarbais

## Quarti di finale
(in grassetto le qualificate alle semifinali)
- Gruppo A
  - FC Lourdes
  - RC Narbonne
  - Stade toulousain
- Gruppo B
  - SC Albi
  - Aviron bayonnais
  - US Perpignan
- Gruppo C
  - CA Bègles
  - AS Béziers
  - Biarritz olympique
- Gruppo D
  - AS Carcassonne
  - Racing CF
  - Stadoceste tarbais

## Semifinali
| Carcassonne 6 aprile 1924 | Stade toulousain | 3 – 0 | AS Beziers |  |

| Tolosa 13 aprile 1924 | US Perpignan | 10 – 0 | Stadoceste tarbais |  |

## Finale
| Arbitro: | Henri Lahitte |

| |            | |
| mete: Serres | Marcatori  | mete: |
| Yvan Saverne Léon Nougal Jean Borde François Borde Georges Allène Henri Galau Bernard Bergès Jean Larrieu Marcel Camel Alex Bioussa André Pepion Marcel-Frédéric Lubin-Lebrère Gabriel Serres Jean Bayard André Maury | Formazioni | Étienne Cayrol Raoul Got Marcel Baillette Roger Ramis Marcel Darné René Tabès Jean Carbonne Noël Sicart Ernest Camo Eugène Ribère Gaudérique Momtassié Camille Montadé Joseph Sayrou Fernand Duron Charles Vergès |

## Altre competizioni
- In seconda divisione il SC Mazamet superò il SC Graulhet 3 a 0.
- In terza divisione il NAC Champ-sur-Drac superò il FC Carmaux 8 a 3.
- In quarta divisione il SCC Negrepelisse superò lo Stade Minervois 8 a 3.

Il 23 aprile 1924, a Tarbes, l'Aviron bayonnais divenne campione di Francia delle seconde squadre battendo in finale lo Stade tolousain 14 a 5.

## Fonti
- L'Humanité, 1924